# 今西優斗
今西 優斗（いまにし ゆうと、2006年5月16日 - ）は、日本の男子バスケットボール選手である。ポジションはポイントガード。B.LEAGUEの名古屋ダイヤモンドドルフィンズ所属。

## 来歴
愛知県出身。
2019年から名古屋ダイヤモンドドルフィンズユースU15に参加。
2021年にはJBA U15ナショナル育成センタートライアウトにも参加。
2022年のB.LEAGUE U15 CHAMPIONSHIP 2022で優勝を果たし、MVPも受賞。
同年、名古屋ダイヤモンドドルフィンズユースU18に進む。
12月、名古屋ダイヤモンドドルフィンズのトップチームにユース育成特別枠として登録される。
12月24日にドルフィンズアリーナで行われた新潟アルビレックスBBでトップチーム出場を果たし、内藤耀悠（北海道）が持っていたB1最年少出場記録を「16歳7カ月8日」に更新。この試合で得点も決め、ジェイコブス晶（横浜）が持っていたB1最年少得点記録も更新した。